# Sint-Bartolomeüskerk (Poeldijk)
De H. Bartholomeuskerk is een Rooms-katholieke kerk in het Zuid-Hollandse Poeldijk.
Hij wordt ook wel de 'kathedraal van het Westland' genoemd.
Deze laat-neogotische kerk verrees in 1924 - 1926 naar een ontwerp uit 1913 van Nicolaas Molenaar sr. en verving een voorganger uit 1849 - 1850.